# Cereus (dierengeslacht)
Cereus is een geslacht van zeeanemonen uit de klasse van de Anthozoa (bloemdieren).

## Soorten
- Cereus amethystinus (Quoy & Gaimard, 1833)
- Cereus filiformis (Rapp, 1829)
- Cereus herpetodes (McMurrich, 1904)
- Cereus pedunculatus (Pennant, 1777) = Zonneroos